# Encyclopaedia Cursus Philosophici
Die Encyclopaedia Cursus Philosophici ist eine Enzyklopädie von Johann Heinrich Alsted (1588–1638).

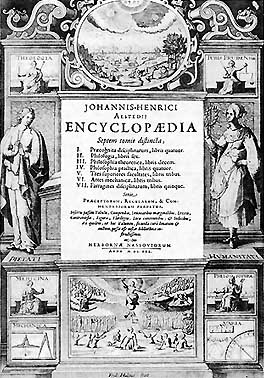
„Encyclopaedia“ von Johann Heinrich Alsted (Herborn 1630)

Johann Heinrich Alsted veröffentlichte 1630 (oder 1608 oder 1620 [?]) in Herborn die Encyclopaedia Cursus Philosophici in sieben Bänden. Von diesem Werk wird häufig behauptet, es gehöre zu den ersten, die den Titel Enzyklopädie tragen. Joachim Sterck van Ringelbergh veröffentlichte jedoch bereits 1541 (1529[?]) Lucubrationes vel potius absolutissima kyklopaideia, Paul Scalich 1559 die Encyclopaedia seu orbis disciplinarum tam sacrarum quam prophanarum epistemon.
Alsteds Ordnungssystem der Encyclopaedia greift zurück auf die 1308 von Ramon Llull in der Ars magna formulierte Idee eines Feldes allen möglichen Wissens (Topica universalis), die Philosophie von Petrus Ramus und die lullsche Methode zum Systematisieren der Wissenschaften. Die Systematik bedient sich etwa folgender Merkmale:
- generalis – specialis;
- finis – medium;
- internus – externus;
- communis – proprius;
- quantum ad locum – ad conditionem ad aetatem;
- preparatorius – elaboratorius.

Alsteds gleichzeitig enzyklopädischer wie ganzheitlicher Ansatz prägte beispielsweise auch den Pädagogen Comenius und den ungarischen Enzyklopädisten Apáczai Csere János (1625-1659) nachhaltig; Alsted vermittelte ihnen die Idee, mit geeigneter Didaktik und Methodik (mit dem „richtigen“ Weg des Lehrens und Lernens) könne man jedem Menschen alles Wissen beibringen.